# Eduardo González Toro
Eduardo Eugenio González Toro (25 de marzo de 1955) es un ingeniero industrial y político peruano. Fue ministro de Energía y Minas del Perú durante el gobierno de Pedro Castillo, desde el 6 de octubre del 2021 hasta el 1 de febrero del 2022.

## Biografía
Nació el 25 de marzo de 1955.      
Tras realizar estudios en la Universidad Nacional de Ingeniería, obtuvo el título de bachiller en Ciencias, con mención en Ingeniería Industrial.      
Fue premiado en el XIII Concurso Nacional de Invenciones organizado por el Indecopi y el Concytec en el 2015 y ganó la medalla de oro en la categoría de Medioambiente con la invención “Transformador de Energía Hidráulica”. Su invento consistía en utilizar la energía hidráulica de la ribera de los ríos y convertirla en energía eléctrica, evitando modificar el cauce natural de estos ríos.
Fue muy cuestionado al ser nombrado sin contar con experiencia en el sector público. Por lo que, fue rápidamente retirado del cargo.

## Trayectoria política
Fue candidato al Congreso de la República por el partido Perú Libre en las elecciones parlamentarias de 2016, sin embargo, la lista de candidatos al Congreso fue retirada ante el Jurado Nacional de Elecciones.

### Ministro de Energía y Minas
El 6 de octubre de 2021, fue nombrado y juramentado por el presidente Pedro Castillo, como ministro de Energía y Minas del Perú.
Durante su gestión, nombró como presidente de PetroPerú al excongresista Daniel Salaverry, lo cual luego fue cuestionado por los medios y por los políticos de oposición. González realizó también diálogos entre los dirigentes de la provincia de Cotabambas y los representantes de la minera Las Bambas, así como con diversos gremios mineros.
Permaneció en el cargo hasta el 1 de febrero del 2022, donde fue reemplazado en el cargo por la abogada Alessandra Herrera.